# Studio 1058

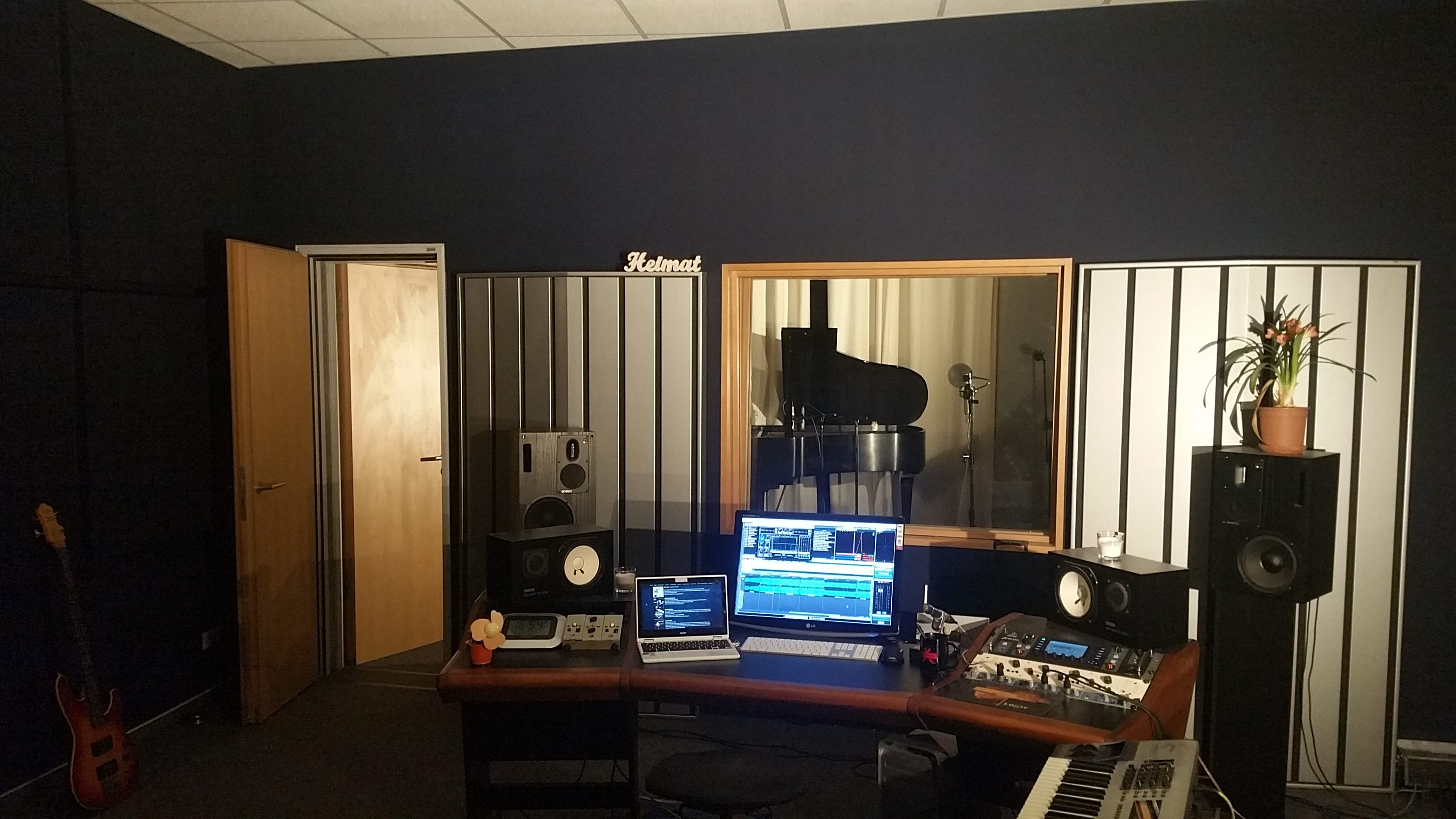
Regieraum mit Blick in den Aufnahmeraum

Das Studio 1058 ist ein deutsches Tonstudio in Berlin, das vom Engerling-Bassisten Manne Pokrandt betrieben wird. Seit der Gründung 1986 wurden ca. 150 CDs verschiedener Genres produziert. 

## Geschichte
Das Studio 1058 wurde 1986 von Manne Pokrandt und dem Stern-Combo-Meißen-Keyboarder Egge Schumann im Prenzlauer Berg in Ost-Berlin gegründet. Die Postleitzahl wanderte in den Namen des Studios und ein Commodore C64 gab technisch die Richtung vor, wie in den kommenden Jahrzehnten produziert werden sollte: Out of the box. Die ersten Geräte wurden in den 1980er Jahren zu Schwarzmarkt-Kursen im Westen Deutschlands gekauft. Nach dem Fall der Mauer gingen beide Gründer getrennte Wege. Das Studio, anfangs in der Wohnung des Gründers angesiedelt, zog 2000 in neue, größere Räume in Berlin-Buchholz. Im Clementweg 35 war 1972 eines der ersten Privatstudios der DDR von Horst Krüger und Gerti Möller eröffnet worden. Ab 2000 entstanden hier die Studio-1058-Produktionen. Der Buschfunk Verlag beauftragte im Dezember 2014 Manne Pokrandt mit der Gestaltung des 25-jährigen Verlagsjubiläums inkl. der Produktion einer Live-Doppel-CD.  Nach dem Verkauf des Grundstücks zog das Studio im September 2017 zusammen mit der Internetfirma hooolp GmbH, die Manne Pokrandt 2009 gegründet hatte, in den Pankow Park (Berlin-Wilhelmsruh) in ein Gebäude der Black Box Music Veranstaltungstechnik GmbH. Dort steht ein 28 m² großer Aufnahmeraum und ein 33 m² großer Regieraum zur Verfügung. Etwa die Hälfte der CDs wurden live in verschiedenen Locations in Berlin und außerhalb aufgenommen, z. B. in der Columbiahalle, der Kulturbrauerei, dem Theater des Westens, im Gewandhaus (Leipzig), in Salzburg, Gotha, Rostock usw.

## Kunden und Produktionen (Auswahl)
In dem Studio wurde Musik von Mitch Ryder, Mikis Theodorakis, Axel Prahl, Gerhard Schöne, Uschi Brüning, Gerhard Gundermann, Renft, Engerling, ebenso wie Hörbücher von Markus Wolf, Annekathrin Bürger, Hans-Georg Stengel produziert. Mehrere Produktionen wurden vom Label Buschfunk und dem Eulenspiegel-Verlag beauftragt. Weitere Arbeiten sind Filmsynchronisationen, Audiorestauration für das Alliiertenmuseum Berlin,  Auftragskompositionen, Hypnosemusik und Musik für Werbevideos.
| Jahr | Künstler                        | Produktion                                  | Recording | Mix | Mastering |
| ---- | ------------------------------- | ------------------------------------------- | --------- | --- | --------- |
| 1999 | Klaus Lenz Modern Soul Big Band | Live 1977                                   |           |     | •         |
| 2001 | Annekathrin Bürger              | liest aus dem Decameron                     | •         | •   | •         |
| 2002 | Scirocco                        | Noch lang nicht vorbei                      | •         | •   |           |
| 2002 | Markus Wolf                     | Freunde sterben nicht                       | •         | •   | •         |
| 2002 | Mitch Ryder                     | THE OLD MAN SPRINGS A BONER                 | •         | •   | •         |
| 2003 | Mitch Ryder                     | A Dark Caucasian Blue                       | •         | •   |           |
| 2003 | Modern Soul Band                | Soultime live                               | •         | •   |           |
| 2004 | Uschi Brüning                   | swingin' ballads                            | •         | •   | •         |
| 2005 | Mitch Ryder                     | The Acquitted Idiot                         | •         | •   | •         |
| 2006 | Gisela Steineckert              | 4 CDs                                       | •         | •   | •         |
| 2006 | Gerhard Schöne                  | wo?                                         | •         | •   | •         |
| 2007 | Mitch Ryder                     | You Deserve My Art                          | •         | •   | •         |
| 2009 | Klaus Renft Combo               | Abschied und Weitergehn                     |           | •   | •         |
| 2009 | Tribut an Gerhard Gundermann    | Alle oder keiner                            | •         | •   | •         |
| 2010 | 35 Jahre Engerling              | Das Jubiläumskonzert                        | •         | •   | •         |
| 2012 | Tatjana Meissner                | finde-mich-sofort.de                        | •         | •   | •         |
| 2012 | Gerhard Schöne                  | Ich öffne die Tür weit am Abend             | •         | •   | •         |
| 2012 | Mitch Ryder Live                | It’s Killing Me                             | •         | •   | •         |
| 2013 | Axel Prahl Live                 | Axel Prahl & das Inselorchester             | •         | •   | •         |
| 2015 | Buschfunk Blues Band            | 25 Jahre Buschfunk                          | •         | •   | •         |
| 2016 | Jens Goldhardt & Ralf Benschu   | 20 Jahre Orgel & Saxophon                   | •         | •   | •         |
| 2016 | Gerhard Schöne                  | Komm herein in das Haus                     |           | •   | •         |
| 2017 | Monokel Kraftblues              | 40 Jahre                                    | •         | •   | •         |
| 2017 | Mitch Ryder                     | Stick This In Your Ear                      | •         | •   | •         |
| 2018 | Frank Gala Gahler & Gäste       | Gala 60                                     | •         | •   | •         |
| 2018 | Mitch Ryder                     | A Blind Squirrel Finds A Nut                | •         | •   | •         |
| 2019 | Waldi Weiz                      | Rückspiel                                   | •         | •   | •         |
| 2019 | Gerhard Schöne                  | Summen Singen Schreien. Lieder nach Psalmen | •         | •   | •         |
| 2020 | A.G.A.                          | Meeting                                     | •         | •   | •         |
| 2021 | Gerhard Schöne                  | Ich bin ich                                 | •         | •   | •         |
| 2022 | Bastian Bandt                   | Trauriges Tier                              | •         | •   | •         |
| 2023 | Fucking Schröder                | Berliner Schmutz                            | •         | •   | •         |